# Kecamatan Cangkringan
Kecamatan Cangkringan är ett distrikt i Indonesien.   Det ligger i provinsen Yogyakarta, i den västra delen av landet, 400 km öster om huvudstaden Jakarta.